# Teofilo Gallaccini
Teofilo Gallaccini (Siena, 22 settembre 1564 – Siena, 1641) è stato un matematico, umanista e uomo universale italiano del Rinascimento.

## Biografia
Teofilo Gallaccini nacque a Siena il 22 settembre 1564 da Claudio d'Alberto Gallaccini e Eufrasia d'Ansano Molandi. Dopo aver studiato medicina all'Università di Siena, compì un lungo soggiorno, dal 1590 al 1602, a Roma, dove si occupò delle più svariate discipline. A Siena fu membro delle accademie degli Intronati e dei Filomati, frequentò poeti, filosofi e letterati, e divenne, presso lo studio locale, professore di matematica (1621), poi di logica e filosofia (1623). Nell'agosto 1633, in occasione di alcune osservazioni lunari, Gallaccini ebbe modo di conoscere Galileo Galilei, che, dopo la condanna, risiedeva a Siena nel palazzo dell'Arcivescovo Ascanio Piccolomini. In questa occasione poté assistere alla dimostrazione dell'uso del cannocchiale fornita da Galileo dalla loggia di palazzo Piccolomini. Gallaccini realizzò sei illustrazioni delle “figure della luna” osservate col cannocchiale, che inserì nel suo trattato di cosmografia Monade Celeste.
Lasciò una grande quantità di scritti, tra i quali spicca il trattato Degli errori degli architetti, scritto nel 1621 e pubblicato postumo nel 1767. Le sue critiche nei confronti degli architetti manieristi e del primo barocco divennero un punto di riferimento per i teorici del neoclassicismo.
Ampie notizie sul Gallaccini sono contenute in una biografia scritta da Giovanni Antonio Pecci, apparsa per la prima volta nelle Novelle Letterarie fiorentine ed in seguito ripresa come introduzione al Trattato sopra gli errori degli architetti.